# Parkinsonia peruviana
Parkinsonia peruviana — вид багаторічних квітучих дерев родини бобових (Fabaceae). Ендемік верхньої частини долини Мараньон на півночі Перу. Росте на висотах 1050–1300 метрів над рівнем моря.

## Середовище
Зустрічається в сухих чагарникових колючих лісах на пухких осипах або крутих кам'янистих/гравійних схилах над Ріо-Мараньйон разом із Capparis, Parkinsonia praecox, Acacia macracantha, Mimosa ctenodes, Chamaecrista, Eriotheca, а також численними видами Cactaceae. Як і інші види паркінсонії, він росте в суворих місцях, схильних до посухи, з низькою та високою сезонними опадами.

## Морфологічна характеристика
Це невелике дерево заввишки до 5,5 м, а в діаметрі 15 см. Це морфологічно дуже характерний, з великим листям, зовсім не схожим на будь-який інший вид Parkinsonia, і довгими стручками, які морфологічно нагадуюють P. aculeata, але значно довшими та з більшою кількістю насіння в стручку. Розповсюдження насіння може відбуватися водою, оскільки плоди не розкриваються і, виходячи з доказів спорідненого P. aculeata, можуть плавати до двох тижнів, отже, припускаючи, що поширення може відбуватися на сезонно затоплених ділянках.

## Загрози й охорона
P. peruviana ймовірно, використовується місцевими жителями на дрова. Випас також може становити загрозу, оскільки в цьому районі багато кіз, і це може бути фактором, що обмежує відродження цього виду. На вищих середніх схилах долини Мараньйон поширені антропогенні пожежі, пов'язані з натуральним сільським господарством. Додаткову загрозу створює пропозиція будівництва гідроелектростанцій уздовж басейну Мараньйон. Цьому виду також загрожує його очевидна рідкість.
Здається, жодних заходів щодо збереження цього виду не вживається. Він не зустрічається в жодній охоронній території.